# 伊従誠

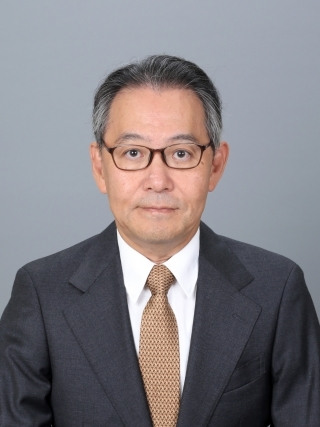
在シアトル日本国総領事館ウェブページより（令和5年10月）

伊従 誠（いより まこと、1965年〈昭和40年〉8月11日 - ）は、東京都出身の日本の外交官。
在アメリカ合衆国大使館公使、国際交流基金総務部長などを経て、2023年9月から在シアトル総領事を務める。

## 略歴
- 1990年3月　東京大学経済学部経営学科卒業
- 1990年4月　外務省入省
- 2008年8月　在インドネシア日本国大使館 参事官
- 2010年8月　兼 大臣官房総務課沖縄事務所（2012年1月まで）
- 2010年8月　北米局北米第一課企画官 兼 内閣官房副長官補付 兼 内閣官房沖縄連絡室沖縄分室
- 2012年1月　アジア大洋州局地域政策課長
- 2013年7月　内閣府国際平和協力本部事務局 参事官
- 2015年9月　在フィリピン日本国大使館 参事官
- 2017年1月　在フィリピン日本国大使館 公使
- 2019年8月　在アメリカ合衆国日本国大使館 公使
- 2020年9月　独立行政法人国際交流基金総務部長
- 2023年9月　在シアトル日本国総領事館 総領事

## 同期
- 麻妻信一（24年ナミビア大使）
- 新居雄介（24年イスラエル大使・22年国際情報統括官・21年国際情報統括官付兼総合外交政策局審議官）
- 岩本桂一（24年領事局長）
- 遠藤和也（24年フィリピン大使・22年国際協力局長・21年総合外交政策局兼領事局審議官）
- 大隅洋（23年サンフランシスコ総領事）
- 貴島善子（23年広州総領事）
- 小林麻紀（23年外務報道官・21年中南米局長・17年東京五輪組織委員会広報局長）
- 兒玉良則（23年ホノルル総領事）
- 徳田修一（24年在ロシア大使館公使・22年シドニー総領事）
- 野口泰（23年中南米局長・22年サンフランシスコ総領事・20年防衛省防衛政策局次長・17年サンパウロ総領事・15年宮崎県警察本部長）
- 山中修（24年シドニー総領事）